# V Comae Berenices
V Comae Berenices är en pulserande variabel av RR Lyrae-typ (RRAB) i stjärnbilden Berenikes hår.
Stjärnan har en magnitud som varierar mellan 12,563 och 13,874 med en period av 0,4691370 dygn eller ungefär 11 timmar.